# The Co-operative Group

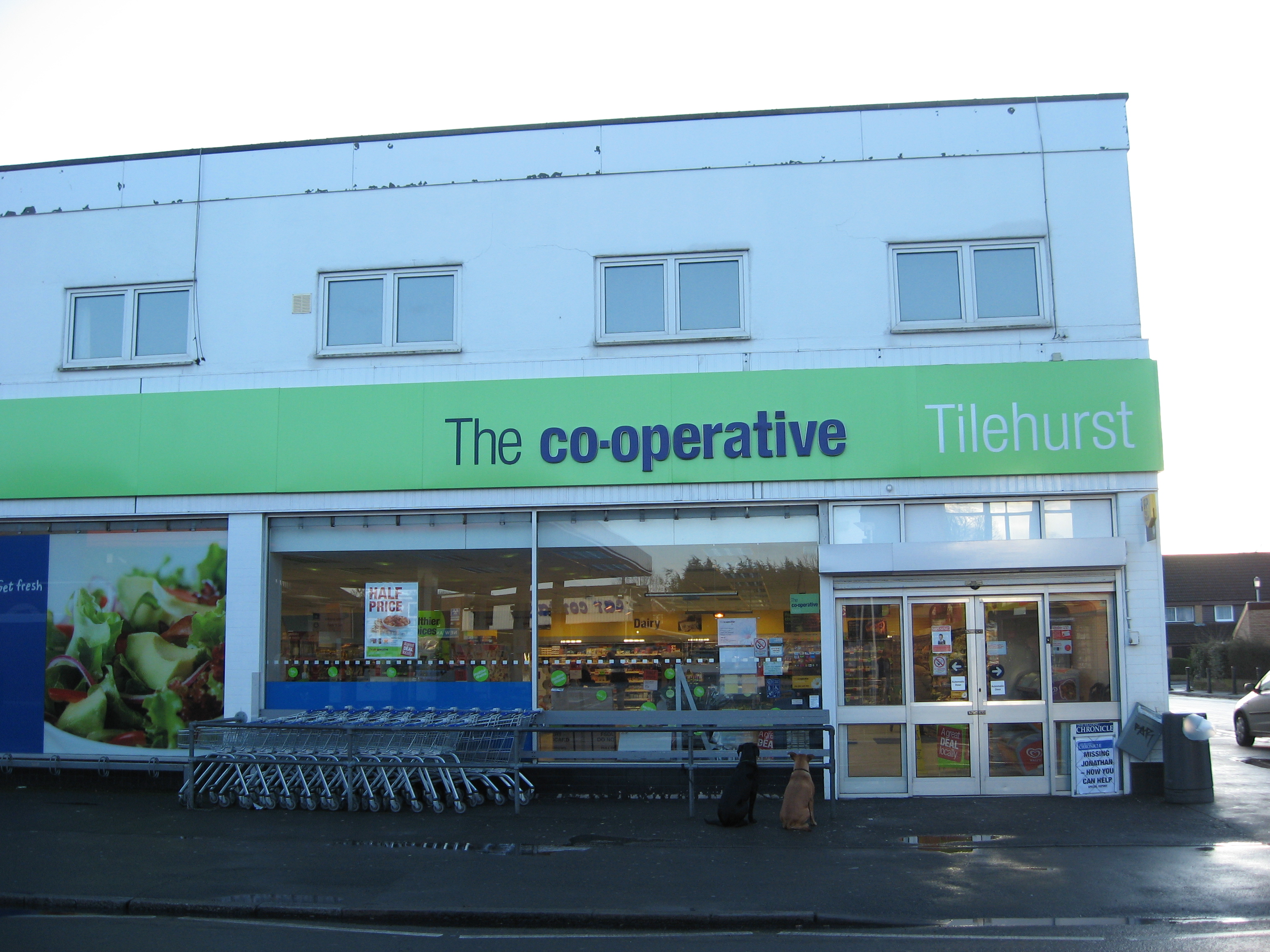
The Co-operative Food in Tilehurst, Berkshire.

The Co-operative Group (TCG) ist eine Verbraucher-Genossenschaft mit 5,8 Millionen Mitgliedern, mit Einzelhandelsstellen im Bereich Lebensmittel, Finanzdienstleistungen, Pharmazeutika, Bestattungen, Reisen, Fahrzeuge, Stromversorgung und Rechtsberatung. Darüber hinaus engagiert sich TCG im Bereich Landwirtschaft, Sicherheit und Kleidung. TCG beschäftigt mehr als 70.000 Mitarbeiter in über 2.600 Einzelhandelsstellen und setzte 2022 11,5 Milliarden Pfund Sterling um.

## Details zum Geschäft
Der Jahresabschluss nennt die Hauptaktivitätsfelder der Genossenschaft mit Mitarbeitern und Verkaufsstellen:
Neben diesen Branchen werden auch Einzelhandelsdienstleistungen (Juristische Dienstleistungen und Lebensberatung), Angebote für kommerzielle Nachfrager, sowie eine Gebäude- und Anlagevermögensverwaltung angeboten.

## Geschichte
1844 wurde die Rochdale Pioneers Society (RPS) gegründet, die einen Anteil der Gewinne nach den Rochdale Rules aufteilte (genossenschaftliches Eigentum). 1852 wurde der Rechtsstatus einer Genossenschaft im englischen Recht verankert und 1862 übernahm die RPS diese Form. Im Verlauf der Jahre wurden weitere Genossenschaften gegründet, die sich zum Teil vereinigten. Im Jahr 2000 fusionierten die Co-operative Wholesale Society (CWS) und die Co-operative Retail Services (CRS) zur The Co-operative Group und begründeten die Genossenschaft in der heutigen Form. Im Jahr 2007 folgte dann die Fusion von United Co-operatives mit The Co-operative Group.
Am 19. Juli 2012 gab die Lloyds Banking Group den Verkauf von 632 Filialen mit 4,8 Millionen Kunden an die genossenschaftliche The Co-operative Group bekannt. Der Kaufpreis wurde mit 350 Mio. Pfund beziffert, zudem waren bis 2027 weitere erfolgsabhängige Zahlungen bis zu 800 Mio. Pfund vereinbart. Vorbehaltlich der Genehmigung der zuständigen Aufsichtsbehörden sollte das Geschäft bis November 2013 abgeschlossen werden. Allerdings wurde wegen der gestellten Auflagen der Verkauf gestoppt und stattdessen eine Platzierung an der Börse angekündigt.

## Organisation
TCG ist nach genossenschaftlichen Prinzipien organisiert. Mit mehreren Millionen Mitgliedern (Customer Members) sind Vollversammlungen nicht durchführbar. Daher ist TCG in sieben Regionen organisiert, die wiederum in Gebiete aufgeteilt sind. Die Führungsgremien (Boards) werden durch Wahlen besetzt.
An der Spitze stehen ein Group Board mit 20 Mitgliedern und drei Subsidiary Boards für:
- Co-operative Financial Services mit 20 Mitgliedern
- Food Board mit 15 Mitgliedern
- Specialist Businesses Board mit 14 Mitgliedern

Die Regionen werden durch Regional Boards (107 Mitglieder) repräsentiert, die Gebiete durch 48 Area Boards mit 587 Mitgliedern. Die möglichst weitgehende Durchsetzung des kollektiven Willens der Mitglieder soll ein 95-köpfiges Regional Values & Principles Committee sicherstellen.
2010 wurde das Management der Gruppe restrukturiert und Peter Marks wurde zum Chief Executive Officer ernannt. Sein Aufgabenbereich erstreckt sich nun über die gesamte Gruppe. Seine Stellvertreter sind Neville Richardson, der auch weiterhin die Leitung er CFS innehält, und der bisherige Chief Financial Officer Martyn Wates, der nun für die Specialist Businesses Verantwortung trägt.

### Entlohnung des Managements
Sämtliche Leistungen der TCG gegenüber dem Management werden offengelegt und im Jahresabschluss veröffentlicht. Die Gehälter werden durch Boni auf der Basis finanziellen und des nicht-finanziellen Erfolgs gezahlt. Dahinter verbirgt sich die konsequente Messung von Kennzahlen nach einer Balanced Scorecard mit vier Hauptthemen:
- finanzielle Leistung (Profitabilität und finanzielle Stärke)
- Kunden (Aufrechterhalten der Beziehung und Wachstum)
- Mitarbeiter (Betriebsklima)
- Prozesse

### Mitgliedschaft
Jeder kann Mitglied werden, der sich zu den Werten der TCG bekennt. Diese Werte und Prinzipien beeinflussen nach Aussagen der TCG die Art und Weise, in der die Geschäfte abgewickelt werden. Diese Prinzipien sind
Selbsthilfe
Wir helfen Menschen, sich selbst zu helfen.
Selbstverantwortung
Wir verantworten und stehen zu unseren Handlungen.
Demokratie
Wir geben unseren Mitgliedern eine Mitsprache in den Entscheidungen unseres Geschäfts.
Gleichheit
Unabhängig davon, wie viel ein Mitglied in die TCG investieren kann, hat jeder nur eine Stimme.
Rechtschaffenheit
Wir betreiben unser Geschäft auf faire und unvoreingenommene Art und Weise
Solidarität
Wir arbeiten mit anderen.